# Randy Spears
Randy Spears (Kankakee, 18 giugno 1961) è un ex attore pornografico statunitense, anche conosciuto come Greg Ory o Greg Slavin.

## Biografia
Ha anche lavorato come regista per alcuni film hardcore. Spears ha debuttato nell'industria della pornografia nel 1987 grazie a Ona Zee, e poco dopo ha sposato Danielle Rogers, anche lei attiva come attrice per adulti, con cui ha avuto due figli. La coppia successivamente divorzierà nel 2000 e Spears si sposerà con la playmate Demi Delia nel 2006.
Il primo ruolo che interpreta è quello del detective Hank Smith nel film The Case of the Sensuous Sinners, distribuito nel 1988. nel 1990, Spears vince il riconoscimento Adult Video News come migliore attore per la sua performance in The Masseuse con Hyapatia Lee. Spears inoltre interpreta il ruolo del capitano Jim Quirk nella serie di film Sex Trek, parodia di Star Trek, che ottiene un grande successo. Spears è anche stato inserito nella AVN Hall of Fame. Nel 2001, insieme all'attrice Inari Vachs è premiato con l'AVN Award for Best Anal Sex Scene (film) e nel 2006 e nel 2007 con l'AVN Award for Best Group Sex Scene (film).
Dal 2006, Spears ha interrotto la carriera di attore per dedicarsi alla regia e ad altre attività "dietro le quinte" della pornografia. Negli ultimi anni è stato sotto contratto con la Wicked Pictures. Dopo avere lasciato definitivamente il settore nel 2012, nel 2015 ha annunciato di essersi convertito al cristianesimo, rivelando di avere avuto seri problemi di droga a causa della sua carriera nel settore dei film per adulti.

## Filmografia

### Attore
- A.S.S. (1988)
- Behind Blue Eyes 2 (1988)
- Bimbo Cheerleaders From Outer Space (1988)
- Blue Cabaret (1988)
- Candy's Little Sister Sugar (1988)
- Case of the Sensuous Sinners (1988)
- Dancing Angels (1988)
- Fantasy Confidential (1988)
- Filet-o-breast (1988)
- Final Taboo (1988)
- For His Eyes Only (1988)
- For Your Love (1988)
- Foxy Lady 11 (1988)
- Foxy Lady 12 (1988)
- Frisky Fables (1988)
- Ghostess with the Mostess (1988)
- Girls of Double D 4 (1988)
- Good Enough To Eat (1988)
- Invasion of the Samurai Sluts From Hell (1988)
- Jane Bond Meets Thunderthighs (1988)
- KTSX 69 (1988)
- Loose Ends 5 (1988)
- Luv Game (1988)
- Moonstroked (1988)
- Nightmare on Porn Street (1988)
- Partners In Sex (1988)
- Phone-Mates (1988)
- Portrait of a Nymph (1988)
- Pure Sex (1988)
- Satisfaction Jackson (1988)
- Sex Sluts in the Slammer (1988)
- Slut (1988)
- Some Like It Hotter (1988)
- Taste of Alicia Monet (1988)
- Washington Affairs (1988)
- Wet Dream on Elm Street (1988)
- Young and Wrestling 1 (1988)
- 50 Ways To Lick Your Lover (1989)
- Adventures of Buttman (1989)
- Bat Bitch 1 (1989)
- Best of Loose Ends (1989)
- Blowing In Style (1989)
- Call Girls in Action (1989)
- Class Act (1989)
- Cumshot Revue 5 (1989)
- De Blonde (1989)
- Diaries Of Fire And Ice 1 (1989)
- Diaries Of Fire And Ice 2 (1989)
- Erotic Tales (1989)
- G Spot Girls (1989)
- Gang Bangs 2 (1989)
- Good Things Come In Small Packages (1989)
- Hawaii Vice 2 (1989)
- Hawaii Vice 3 (1989)
- Hawaii Vice 4 (1989)
- Hawaii Vice 6 (1989)
- Hawaii Vice 8 (1989)
- Illicit Affairs (1989)
- Joined (1989)
- Lawyers In Heat (1989)
- Love Nest (1989)
- Night Trips 1 (1989)
- Nymphobrat (1989)
- Open House (1989)
- Outrageous Orgies 6 (1989)
- Phantom of the Cabaret 1 (1989)
- Phantom of the Cabaret 2 (1989)
- Porn Star's Day Off (1989)
- Queen of Hearts 1 (1989)
- Red Baron (1989)
- Rock 'n Roll Heaven (1989)
- Route 69 (1989)
- Ruthless Women (1989)
- Separated (1989)
- Sexual Zone (1989)
- Shadows In The Dark (1989)
- Splendor In The Ass (1989)
- Studio Sex (1989)
- Tease For Two (1989)
- Temptations (1989)
- True Confessions Of Hyapatia Lee (1989)
- Twentieth Century Fox (1989)
- Wet Dreams on Cock Street (1989)
- Young Girls in Tight Jeans (1989)
- 19 and Nasty (1990)
- Aja X-posed (1990)
- Anal Addiction 1 (1990)
- Anal Alley (1990)
- Bad Girls 3 (1990)
- Beat the Heat (1990)
- Beauty and the Beast 2 (1990)
- Behind Blue Eyes 3 (1990)
- Behind Closed Doors (1990)
- Bimbo Bowlers from Boston (1990)
- Buttman's Ultimate Workout (1990)
- Deep Inside Danielle (1990)
- Denim Dolls (1990)
- Dial A Sailor (1990)
- Diedra in Danger (1990)
- Dirty Lingerie (1990)
- Earthquake Girls (1990)
- Edge of Sensation (1990)
- Erotic Explosions 10 (1990)
- Erotic Explosions 12 (1990)
- Erotic Explosions 4 (1990)
- Farmer's Daughter (1990)
- Girls of the Night (1990)
- Heat of the Moment (1990)
- Hollywood Assets (1990)
- House of Dreams (1990)
- I Do 2 (1990)
- In the Jeans (1990)
- Juggernaut (1990)
- Last Resort (1990)
- Licensed To Thrill (1990)
- Lickety Pink (1990)
- Life Love and Divorce (1990)
- Lifeguard (1990)
- Love Shack (1990)
- Lover's Trance (1990)
- Masseuse 1 (1990)
- Monaco Falcon (1990)
- New Barbarians (1990)
- The New Barbarians 2 (1990)
- Night Trips 2 (1990)
- Oh What A Night (1990)
- One Night Stand (1990)
- Out For Blood (1990)
- Paris by Night (1990)
- Play School (1990)
- Pyromaniac (1990)
- Ravaged (1990)
- Ringside Knockout (1990)
- Road Girls (1990)
- Sex Trek 1 (1990)
- Shadow Dancers 1 (1990)
- Shadow Dancers 2 (1990)
- Shot In The Mouth 1 (1990)
- Singles Holiday (1990)
- Smart Ass Enquirer (1990)
- St. Tropez Lust (1990)
- Steal Breeze (1990)
- Straight To Bed 1 (1990)
- Sweet Miss Fortune (1990)
- Sweet Seduction (1990)
- Swinger's Ink (1990)
- Tease (1990)
- This Year's Blonde (1990)
- Top It Off (1990)
- Torch (1990)
- Touch Of Gold (1990)
- Veil (1990)
- Violation of Tori Welles (1990)
- Wet Paint (1990)
- Wild One (1990)
- Wrong Woman (1990)
- All That Sex (1991)
- Bad (1991)
- Bat Bitch 2 (1991)
- Best of Alice Springs 2 (1991)
- Best of Buttman 1 (1991)
- Bianca Trump's Tower (1991)
- Breaking 'n Entering (1991)
- Burn (1991)
- Come On (1991)
- Curse of the Cat Woman (1991)
- Deception (1991)
- Denim (1991)
- Easy Way (1991)
- Erectnophobia 1 (1991)
- Erotic Explosions 24 (1991)
- Flashpoint (1991)
- French ConneXXXion (1991)
- G Spot Girls (new) (1991)
- Good Vibrations 2 (1991)
- Hate To See You Go (1991)
- Heart To Heart (1991)
- I Cream with Genie (1991)
- Juice Box (1991)
- Just For The Hell Of It (1991)
- Lost In Paradise (1991)
- New Wave Hookers 2 (1991)
- Nighttime Stories (1991)
- Open House (new) (1991)
- Opening Night (1991)
- Outback Assignment (1991)
- Party Doll A Go-Go 1 (1991)
- Prisoner Of Love (1991)
- Private Places (1991)
- Rapture (1991)
- Return To Camp Beaverlake (1991)
- Sea Of Desire (1991)
- Seduction Formula (1991)
- Sex Trek 2 (1991)
- Sexual Healer (1991)
- Shot In The Mouth 2 (1991)
- Stairway to Paradise (1991)
- Steamy Windows (1991)
- Tailspin 2 (1991)
- V.I.C.E. (1991)
- V.I.C.E. 2 (1991)
- American Built (1992)
- Anals Of History 2 (1992)
- Anything That Moves (1992)
- Captain Butts' Beach (1992)
- Collectible (1992)
- Curious (1992)
- Cycle Slut (1992)
- DDD-lightfully Yours (1992)
- Deep Inside Jeanna Fine (1992)
- Deep Inside Shanna McCullough (1992)
- Dick-tation (1992)
- Dirty Deeds Done, Danielle (1992)
- Elvis Slept Here (1992)
- Ghostwriter (1992)
- Hooray For Hineywood (1992)
- Hopeless Romantic (1992)
- If Dreams Come True (1992)
- Latin Lust (1992)
- Legend 4 (1992)
- Lick Bush (1992)
- Living Doll (1992)
- Made in Japan (1992)
- Memories (1992)
- Mind Trips (1992)
- Monumental Knockers 15 (1992)
- Naked Buns 8 1/2 (1992)
- Naked Edge (1992)
- On Trial 3 (1992)
- On Trial 4 (1992)
- Party Doll A Go-Go 2 (1992)
- Prince Of Lies (1992)
- Pumping It Up (1992)
- Runaway (1992)
- Satisfaction (1992)
- Savannah Superstar (1992)
- Secret Garden 1 (1992)
- Secret Garden 2 (1992)
- See Thru (1992)
- Sex in a Singles Bar (1992)
- Sex Trek 3 (1992)
- Sinderella 1 (1992)
- Sinderella 2 (1992)
- Someone Else (1992)
- Southern Exposure (1992)
- Stolen Hearts (1992)
- Street Angels (1992)
- Summer Games (1992)
- Sweet Dreams (1992)
- Tailiens 3 (1992)
- Two Hearts (1992)
- Two Women (1992)
- Victim of Love (1992)
- Victim Of Love 2 (1992)
- Wet Sex 4 (1992)
- 9 1/2 Days 1 (1993)
- Adult Video News Awards 1993 (1993)
- Anal Sluts And Sweethearts 2 (1993)
- Anal Taboo (1993)
- Aussie Bloopers (1993)
- Best of Andrew Blake (1993)
- Best of Buttman 2 (1993)
- Blaze Of Glory (1993)
- Boobyguard (1993)
- Camera Shy (1993)
- Centerfold (1993)
- Cheerleader Nurses (1993)
- Chug-a-lug Girls 2 (1993)
- Creasemaster's Wife (1993)
- Deep Inside Deidre Holland (1993)
- Diamond Collection Double X 77 (1993)
- Dominoes (1993)
- Essence Of A Woman (1993)
- Fantasy Escorts (1993)
- Fantasy Exchange (1993)
- Gang Bang Cummers (1993)
- Gang Bang Wild Style 1 (1993)
- Geisha's Secret (1993)
- Haunted Nights (1993)
- Head First (1993)
- Hyapatia Obsessed (1993)
- Jet Stream (1993)
- Leena Meets Frankenstein (1993)
- More Than A Handful 1 (1993)
- My Way (1993)
- New Lovers (1993)
- Nightvision (1993)
- Nikki's Bon Voyage (1993)
- Nikki's Last Stand (1993)
- Orgy (1993)
- Orgy 2 (1993)
- Orgy 3 (1993)
- Panties (1993)
- Paul Norman's Nastiest: Orgies (1993)
- Proposta oscena (1993)
- Radical Affairs 4 (1993)
- Skin To Skin (1993)
- Slave to Love (1993)
- Snakedance (1993)
- Sodomania 3 (1993)
- Steal This Heart (1993)
- Steal This Heart 2 (1993)
- Sticky Lips (1993)
- Sweet Target (1993)
- Tails From The Zipper 1 (1993)
- Tit City (1993)
- True Legends of Adult Cinema: The Modern Video Era (1993)
- Twin Action (1993)
- Up And Cummers 1 (1993)
- What About Boob (1993)
- Adult Video News Awards 1994 (1994)
- Bad Habits (1994)
- Beached Blonde (1994)
- Best of Dr. Butts (1994)
- Bust A Move (1994)
- Deep Inside Deidre Holland (1994)
- Naughty Neighbors 15 (1994)
- Nurse Tails (1994)
- Pouring It On (1994)
- Return of the Cheerleader Nurses (1994)
- Return of the Cheerleader Nurses (new) (1994)
- Sodomania: Baddest of the Best (1994)
- Summertime Boobs (1994)
- Bedtime Tales (1995)
- Full Service Fuck Whores (1995)
- Overtime 4: Oral Hijinx (1995)
- Stud Squad (1995)
- Superstars of Porn 3: Britt Morgan Takes It on the Chin (1995)
- American Dream Girls 4 (1996)
- Best Gang Bangs (1996)
- Dangerous Curves (1996)
- Naughty Nights On The Town (1996)
- Suburban Swingers 2 (1996)
- Deep Inside Nikki Sinn (1997)
- Snatch Masters 34 (1997)
- 69 Hours (1998)
- Airtight 1 (1998)
- As Sweet As They Come (1998)
- Blowjob Fantasies 4 (1998)
- Boss' Wife (1998)
- Buttman's Favorite Big Butt Babes 2 (1998)
- Cashmere (1998)
- Debbie '99 (1998)
- Deep Waters (1998)
- Desirable (1998)
- Desperate Measures (1998)
- Dethroned (1998)
- Double Blow 7 (1998)
- Double Feature (1998)
- Eros (1998)
- First Time Ever 6 (1998)
- First Time Ever 7 (1998)
- Free Lovin' (1998)
- Gutter Mouths 7 (1998)
- Just Fuckin' And Suckin' 1 (1998)
- Just One More Time (1998)
- KKSS: Katja Kean's Sports Spectacular (1998)
- Original Sin (1998)
- Real Sex Magazine 17 (1998)
- Reflections (1998)
- Route 69 (1998)
- Screen Play (1998)
- Search For The Snow Leopard (1998)
- Second Coming (1998)
- Sins of a Woman (1998)
- Submission (1998)
- Summer of Sin (1998)
- Throbin Hood (1998)
- Up And Cummers 56 (1998)
- 69th Parallel (1999)
- Affair Du Jour (1999)
- Ambrosia (1999)
- Asian Street Hookers 3 (1999)
- Bitch (1999)
- Black Boots (1999)
- Body Language (1999)
- Brown Eyed Blondes (1999)
- Carnal Witness (1999)
- Casa Bianca (1999)
- Cheyenne Silver AKA Filthy Whore (1999)
- Chloe (1999)
- Coming to Beverly Hills 2 (1999)
- Couch Therapy (1999)
- Deep Inside Kylie Ireland (1999)
- Deep Inside Nina Hartley 2 (1999)
- Devil in Miss Jones 6 (1999)
- Devil Or Angel (1999)
- Devilish Delights 1 (1999)
- Enter the Dragon Lady (1999)
- Essentially Shayla (and Juli Too) (1999)
- Fill Her Up (1999)
- Flash Flood 3 (1999)
- Flesh For Fantasy (1999)
- Girlfriend (1999)
- Hardwood (1999)
- High Heels 'n Hot Wheels (1999)
- Interactive (1999)
- Julie Meadows AKA Filthy Whore (1999)
- Kink (1999)
- Kissing Game (1999)
- Loose Screw (1999)
- Obsessive Passion (1999)
- On The Street (1999)
- Perfect Pink 2: Purrfection (1999)
- Perfect Pink 3: Perfect Pink in Paris (1999)
- Perfect Pink 5: SeXXXy (1999)
- Picture Me Naked (1999)
- Poseur (1999)
- Principles Of Lust (1999)
- Prisoner of Sex (1999)
- Purely Farrah (1999)
- Quick And The Hard (1999)
- Ravished (1999)
- Ritual (1999)
- Scent Of Passion (1999)
- Sex Safari (1999)
- Sextraterestrials (1999)
- Show (1999)
- Sodomania 28 (1999)
- Sodomania 29 (1999)
- Sodomania: Director's Cut Classics 1 (1999)
- Something About Kylie (1999)
- Speedway (1999)
- Sunset Cliffs 1 (1999)
- Sunset Cliffs 2 (1999)
- Sweet Dreams (1999)
- Taylor Hayes: Extreme Close Up 5 (1999)
- Tera Patrick AKA Filthy Whore 1 (1999)
- Twisted Sex Stories (1999)
- United Colors Of Ass 1 (1999)
- Vagina Town (1999)
- Viagra Falls (1999)
- Wicked Sex Party 2 (1999)
- XXX Trek: Final Orgasm (1999)
- XXX Trek: The Maneater (1999)
- 100% Sylvia (2000)
- After Dark (2000)
- Angel Dust (2000)
- Ass Angels 1 (2000)
- Best Friends (2000)
- Beverly Hills Playmates (2000)
- Blue Room (2000)
- Bride of Double Feature (2000)
- Buried Treasure (2000)
- Collector (2000)
- Dance Naked (2000)
- Deceptive Desires (2000)
- Deep Inside Nikita (2000)
- Desire (2000)
- Diamond Dog (2000)
- Diary of Desire (2000)
- Dream Quest (2000)
- Ecstasy Girls 1 (2000)
- Ecstasy Girls 2 (2000)
- Facade (2000)
- Fuck 'em All 3 (2000)
- Gen Sex (2000)
- G-strings And Bobby Socks 1 (2000)
- Hot Legs (2000)
- Inside Porn (2000)
- Interview With Raylene (2000)
- Kiss of the Black Widow (2000)
- Lick My Legs (2000)
- Lipstick (2000)
- Looker 2: Femme Fatale (2000)
- Missionary Position: Impossible 2 (2000)
- Moonlight Canyon (2000)
- My First Porno (2000)
- Partners Forever (2000)
- Passion Tales 1 (2000)
- Passion Tales 2 (2000)
- Pure Sin (2000)
- Puritan Magazine 26 (2000)
- Red Scarlet (2000)
- Red Vibe Diaries 3 (2000)
- Replica (2000)
- S.M.U.T. 16: Bright Lights Dark City (2000)
- Secret World (2000)
- Seether (2000)
- Sensual Confessions (2000)
- Shayla's Web (2000)
- Signature Series 2: Johnni Black (2000)
- Signature Series 4: Cheyenne Silver (2000)
- Smoker (2000)
- Snob Hill (2000)
- Sodomania 34 (2000)
- Sodomania: Slop Shots 8 (2000)
- Spellbound (2000)
- Straight A Students 1 (2000)
- Submissive Little Sluts 4 (2000)
- Submissive Little Sluts 5 (2000)
- Suspended Disbelief (2000)
- Taboo Of Tarot (2000)
- Tails of Perversity 7 (2000)
- Taken (2000)
- Thighs Wide Open (2000)
- Tonight (2000)
- Totally Tiffany (2000)
- Touch of Silk (2000)
- Trick Baby (2000)
- Understudy (2000)
- Virtuoso (2000)
- Visage (2000)
- Watcher 9 (2000)
- Watchers (2000)
- Wet Dreams 7 (2000)
- Wild Honey 1 (2000)
- Wild Honey 2 (2000)
- Wild Honey 3 (2000)
- Wild Thing (2000)
- Working Girl (2000)
- 100% Jill (2001)
- Anal Obsession (2001)
- Anniversary Dreams (2001)
- April in January (2001)
- Backseat Confidential (2001)
- Bad Habits (2001)
- Bad Wives 2 (2001)
- Bus (2001)
- Captain Mongo's Porno Playhouse (2001)
- Cheaters (2001)
- Concubine (2001)
- Confessions (2001)
- Dead Men Don't Wear Rubbers (2001)
- Decadent Dreams (2001)
- Deep Inside Racquel Darrian (2001)
- Devil's Tail (2001)
- Dirty Little Sex Brats 18 (2001)
- East Meets West 3 (2001)
- Ecstasy Girls 3 (2001)
- Ecstasy Girls 6 (2001)
- Ecstasy Girls Raw and Uncensored 1 (2001)
- Ecstasy Girls Raw and Uncensored 2 (2001)
- Edge Play (2001)
- Erotic Eye (2001)
- Eye Spy (2001)
- Fast Cars And Tiki Bars (2001)
- Five Rooms (2001)
- Haven's Heaven (2001)
- Hung Wankenstein (2001)
- Immortal (2001)
- In Your Face (2001)
- Inner Vision (II) (2001)
- Invitation (2001)
- Jenny Rain: Porn Star (2001)
- Limbo (2001)
- Morgan Sex Project 4 (2001)
- Mrs. Right (2001)
- Naked Hollywood 11: Wedding Bell Blues (2001)
- Naked Hollywood 8: Women On Top (2001)
- Naughty College School Girls 20 (2001)
- Perfect Pair (2001)
- Perfect Pink 11: Barely Covered (2001)
- Photogenic (2001)
- Porn-o-matic 2001 (2001)
- Raw 1 (2001)
- Real Female Orgasms 2 (2001)
- Rebecca And Friends Exposed (2001)
- Roadblock (2001)
- Rocking The Cradle (2001)
- Room Service (2001)
- Room Servicing (2001)
- Secrets 1 (2001)
- Sex World 2002 (2001)
- Shocking Truth (2001)
- Silvia Exposed (2001)
- Sky Downloaded (2001)
- Sodomania: Slop Shots 9 (2001)
- Soiled Doves (2001)
- Starwoman (2001)
- Submissive Little Sluts 9 (2001)
- Sucker's Bet (2001)
- Sweet Obsession (2001)
- Sweet Things (2001)
- Sweet Young Thing (2001)
- Talk Dirty to Me 14 (2001)
- University Blues (2001)
- Unreal (2001)
- Wonderland (2001)
- X Professionals (2001)
- XXX 2: Predators and Prey (2001)
- XXX Training (2001)
- 100% Blowjobs 2 (2002)
- 5th Horseman (2002)
- Adult Video News Awards 2002 (2002)
- All There Is (2002)
- Anal XXX (2002)
- Arrangement (2002)
- Babewatch 16 (2002)
- Bare Necessities (2002)
- Best Friends (2002)
- Big Blowout (2002)
- Breakin' 'Em In 3 (2002)
- Candy Striper Stories 5 (2002)
- Caught By Surprise (2002)
- Crazy About You (2002)
- Cum Swapping Sluts 3 (2002)
- Cupid's Arrow (2002)
- Cursed (2002)
- Damned (2002)
- Dark Desires (2002)
- Dark Sunrise (2002)
- Deep Inside Hyapatia Lee (2002)
- Deep Inside Sydnee Steele (2002)
- Duchess (2002)
- Eating Pousse' (2002)
- Ecstasy Girls Platinum 3 (2002)
- Ecstasy Girls Platinum 5 (2002)
- Ecstasy Girls Raw and Uncensored 5 (2002)
- Fairy's Tail (2002)
- Falling From Grace (2002)
- Fantasy Suites (2002)
- Flesh Game (2002)
- For Love Or Money (2002)
- Forever 18 2 (2002)
- Foul Mouth Sluts 1 (2002)
- Friends And Lovers (2002)
- Going Down (2002)
- Gold Digger (2002)
- Good Things (2002)
- Guilty As Sin (2002)
- Heat (2002)
- Heaven's Revenge (2002)
- Hercules (2002)
- Heroin (2002)
- Honey I Blew Everybody 3 (2002)
- Hook-ups 1 (2002)
- I Dream of Jenna 1 (2002)
- Intimate Strangers (2002)
- Inventing Star (2002)
- Lacey's Secret (2002)
- Lost Hienie (2002)
- Love at First Byte (2002)
- Love Letters (2002)
- Love Muffins (2002)
- Love Untamed (2002)
- Lube Job (2002)
- Magic Sex (2002)
- Makin' It (2002)
- Men Are From Mars (2002)
- Merger (2002)
- Miko Lee And Friends (2002)
- Mind Phuk (2002)
- My Dreams Of Shay (2002)
- Naked Hollywood 10: One Night Stand (2002)
- Naked Hollywood 19: Happy Birthday, Baby (2002)
- Naked Hollywood 9: Odd Couples (2002)
- Naked Volleyball Girls (2002)
- Naughty Bedtime Stories 1 (2002)
- Orifice Politics (2002)
- Passion Tales 4 (2002)
- Play With Fire (2002)
- Pleasure Seekers (2002)
- Portrait of Sunrise (2002)
- Purely 18 2: Lil' Surfer Girls (2002)
- Rainwoman 17 (2002)
- Rear Factor 2 (2002)
- Return of the Cheerleader Nurses (new) (2002)
- Ribbon Of Desires (2002)
- Riptide (2002)
- Sadie Rides Again (2002)
- Second Chance (2002)
- Serenity's Roman Orgy (2002)
- Sex Magician (2002)
- Sex On Film (2002)
- Sex Secrets Of A Centerfold (2002)
- Sexual Misbehavior (2002)
- Sodomania 38 (2002)
- Someone's Daughter 1 (2002)
- Something So Right (2002)
- Submissive Little Sluts 12 (2002)
- Sunset Strip (2002)
- Sunset Stripped (2002)
- Sweetie (2002)
- Talk Dirty to Me 15 (2002)
- Taste of a Woman (2002)
- Thumb Suckers (2002)
- Till Sex Do Us Part (2002)
- Trouble Next Door (2002)
- Trouble With Sex (2002)
- True Love (2002)
- Turning Point (2002)
- Web Mistress (2002)
- Weekend Getaway (2002)
- Wicked Auditions 1 (2002)
- Wicked Sex Party 4 (2002)
- Without A Trace (2002)
- Women in Uniform (2002)
- Young Cassidey (2002)
- 10 Magnificent Blondes (2003)
- 20 and Natural (2003)
- 7 The Hardway 2 (2003)
- About Face (2003)
- Adult Stars at Home 5 (2003)
- Adultrous (2003)
- All About the Sex (2003)
- Alley (2003)
- Anal Kinksters 1 (2003)
- Anal Trainer 4 (2003)
- Angelique (2003)
- Angels (2003)
- Assignment (2003)
- Asylum (2003)
- Bad Influence (2003)
- Barbara Broadcast Too (2003)
- Barely 18 3 (2003)
- Beautiful (2003)
- Bella Loves Jenna (2003)
- Best of Shayla La Veaux (2003)
- Best of Star (2003)
- Big Ass Anal Exxxstravaganza (2003)
- Bill And Stace (2003)
- Body Illusion (2003)
- Boobsville Sorority Girls (2003)
- Candy's Cock Show (2003)
- Carmen Goes To College 2 (2003)
- Casual Affairs (2003)
- Catsnatch (2003)
- Cheeks and Thong's Up in Stroke (2003)
- Choc Full A Nut (2003)
- Cotton Candy (2003)
- Cruel Seductions (2003)
- Cum Drippers 4 (2003)
- Cum Drippers 5 (2003)
- Deep Pink (2003)
- Delicious Pink (2003)
- Desperately Seeking Jezebelle (2003)
- Desperately Seeking Tyler (2003)
- Dirty Pretty Secrets (2003)
- Double Dippin (2003)
- Dripping Wet Pink 3 (2003)
- Dripping Wet Sex 7 (2003)
- Enchantment (2003)
- Exile (2003)
- Extreme Behavior 1 (2003)
- Extreme Behavior 2 (2003)
- Eye Spy: Dasha (2003)
- Feeding (2003)
- Fetisha: Hardcore Pantyhose (2003)
- Flesh Cravers (2003)
- Free Ride (2003)
- Girlgasms 1 (2003)
- Gonzo The Feature (2003)
- Happily Never After (2003)
- Heart of Darkness (2003)
- History of Fetish (2003)
- Hollywood Guru (2003)
- Hook-ups 3 (2003)
- Hook-ups 4 (2003)
- I Crave Sex (2003)
- Jane Millionaire (2003)
- Jaw Breakers 1 (2003)
- Jenna Loves Kobe (2003)
- Jill Kelly Superstars (2003)
- JKP All Latin 2 (2003)
- Just Anal Sex 1 (2003)
- Just Sex (2003)
- Kink (2003)
- Kobe Loves Jenna (2003)
- Lost Angels: Wanda Curtis (2003)
- Love And War (2003)
- Lover's Choice (2003)
- Lovesexy (2003)
- Loving Taylor (2003)
- Low Lifes (2003)
- Match Play (2003)
- Maximum head (2003)
- Me Luv U Long Time 4 (2003)
- Most Beautiful Girl in the World (2003)
- Ms. Fortune (2003)
- Naked Hollywood 16: Brains Or Beauty (2003)
- Naked Hollywood 17: Lights, Camera, Action (2003)
- Naked Hollywood 20 (2003)
- Naked Hollywood 21: Love And Math (2003)
- Naughty Bedtime Stories 2 (2003)
- Nina Hartley's Guide to Younger Women Older Men Sex (2003)
- On Location With Simon Wolf's Naughty Bedtime Stories 2 (2003)
- One Way Out (2003)
- Pin-ups (2003)
- Quality Time (2003)
- Rack 'em (2003)
- Rawhide 1 (2003)
- Real Swift (2003)
- Saturday Night Beaver (2003)
- Savanna Scores (2003)
- Sessions (2003)
- Sex Idol (2003)
- Sex Lies And Desires (2003)
- Sodomania 42 (2003)
- Sold (2003)
- Something Wicked (2003)
- Space Nuts (2003)
- Swedish Erotica 4Hr 21 (2003)
- Swedish Erotica 4Hr 23 (2003)
- Tell Me What You Want 1 (2003)
- Tell Me What You Want 2 (2003)
- Trinity's Desire (2003)
- Unbelievable Sex 2 (2003)
- Unbelievable Sex 5 (2003)
- Unforgettable (2003)
- Vault (2003)
- Vicious Streak (2003)
- Virgin Porn Stars 3 (2003)
- Vortexxx (2003)
- Wet Teens 3 (2003)
- Whore (2003)
- Wicked Sex Party 6 (2003)
- Wild Poppy (2003)
- Woman Under Glass (2003)
- Women and Wheels (2003)
- Women of Color 6 (2003)
- Young and Natural (2003)
- Young Pink 3 (2003)
- Young Ripe Mellons 2 (2003)
- Young Ripe Mellons 3 (2003)
- Young Sluts, Inc. 14 (2003)
- Young Sluts, Inc. 16 (2003)
- Young Tight Latinas 2 (2003)
- Young Tight Latinas 4 (2003)
- 18 Year Old Pussy 4 (2004)
- 30 Days in the Hole (2004)
- Adult Video News Awards 2004 (2004)
- Aftermath (2004)
- All About Kira (2004)
- All She Wants And More (2004)
- All Tied Up (2004)
- Art Of Anal 2 (2004)
- Art of Double Penetration (2004)
- Art Of Oral Group Sex (2004)
- At Your Service (2004)
- Aurora Snow's Double Penetrations (2004)
- Baby Come Back (2004)
- Backdoor Whores (2004)
- Bare Stage (2004)
- Barely Legal 50 (2004)
- Be with Me (2004)
- Before I Wake (2004)
- Best of Aurora Snow (2004)
- Bitches in Heat 1 (2004)
- Blowjob Mania (2004)
- Born a Rebel (2004)
- Buttwoman Iz Lauren Phoenix (2004)
- California Bad Girls 2 (2004)
- Campus Confessions 10: In New York (2004)
- Chasey's Back (2004)
- Chloe's Pool Party (2004)
- Choke It Down (2004)
- Collector (2004)
- Confessions Of An Adulteress (2004)
- Cowgirl Dreams (2004)
- Cum Rain Cum Shine 1 (2004)
- Cum Swappers 1 (2004)
- Cytherea Iz Squirtwoman 1 (2004)
- Cytherea Iz Squirtwoman 2 (2004)
- Danielle Rogers Exposed (2004)
- Dark Deception (2004)
- Dark Intent (2004)
- Dark Side of Briana (2004)
- Debbie Does Dallas: East Vs West (2004)
- Delusions (2004)
- Devil's Playground (2004)
- Dinner Party 3: Cocktales (2004)
- Dirty Little Girls (2004)
- Edge Runner (2004)
- Fantasies Inc. (2004)
- Fantasy Of Flesh (2004)
- Fistful Of Musketeers (2004)
- Fluff And Fold (2004)
- Foot Work (2004)
- Friends And Lovers (2004)
- From Her Ass to Her Mouth (2004)
- Getting Personal (2004)
- Golden Age of Porn: Hyapatia Lee (2004)
- Golden Age of Porn: Victoria Paris (2004)
- Here Cum the Brides 3 (2004)
- Hook-ups 6 (2004)
- Hook-ups 7 (2004)
- Hotel O 3 (2004)
- Housekeeper (2004)
- Housewives (2004)
- Hunger Within (2004)
- Innocence Lost (2004)
- Juicy G-spots 2 (2004)
- Just Play'n Sex (2004)
- Kane's World: The Best of Kimberly Kane (2004)
- Killer Sex and Suicide Blondes (2004)
- Kira At Night (2004)
- Krystal Method (2004)
- Late Night Sessions With Tony Tedeschi (2004)
- Lighter Side of Heather (2004)
- Loads of Fun (2004)
- Love Hurts (2004)
- Love on the Run (2004)
- Love Thy Neighbor (2004)
- Misty Beethoven: The Musical (2004)
- Money Fucker$ (2004)
- My First Love (2004)
- Nina Hartley's Guide to Double Penetration (2004)
- No Strings (2004)
- Novelist (2004)
- One Man's Obsession (2004)
- Out of Control (2004)
- Payback (2004)
- Real White Trash 2 (2004)
- Round She Goes (2004)
- Roxxxi Red (2004)
- Say Aloha To My A-hola (2004)
- Scandal (2004)
- Screw My Wife Please 45 (She is Off the Hook) (2004)
- Signature Series 10: Shayla LaVeaux (2004)
- Sizzling Hot Tamales 1 (2004)
- Skin Trade (2004)
- Sorority Hazing (2004)
- Star Struck (2004)
- Sweatshop (2004)
- Tails From The Hollywood Hills (2004)
- Tails From The Toilet (2004)
- Teen Angel (2004)
- That Bitch Ate Our Witch (2004)
- To Protect And Service (2004)
- True Hardwood Stories (2004)
- Unlovable (2004)
- Veronica's Game (2004)
- Virtual Pleasure Ranch (2004)
- Wet Teen Panties 2 (2004)
- Wicked Deeds (2004)
- Wicked Divas: Julia Ann (2004)
- Women of Color 7 (2004)
- Writer's Block (2004)
- Young and Thirsty (2004)
- Young Hot And Horny Girls (2004)
- Young Hot And Horny Girls 2 (2004)
- Young Natural Breasts 7 (2004)
- 20 Teens Who Like To Suck Cocks (2005)
- 31 Flavors (2005)
- All Sex No Talk 2 (2005)
- American Dreams (2005)
- Anal Princess Diaries 1 (2005)
- Art Of Anal 4 (2005)
- Asspiration (2005)
- Babes Behind Bars (2005)
- Bad News Bitches 1 (2005)
- Bald Beaver Blast (2005)
- Barely Legal 51 (2005)
- Barely Legal Innocence 3 (2005)
- Barnyard Babes (2005)
- Beautiful Lies (2005)
- Beauty and the Bodyguard (2005)
- Bellisima (2005)
- Big Ass Orgy (2005)
- Blondes Asses And Anal (2005)
- Blondes Deluxxxe (2005)
- Blondes Have More Anal Fun (2005)
- Blue Erotica (2005)
- Boned (2005)
- Brunettes Deluxxxe (2005)
- Bucking Blonde Bottoms (2005)
- But I'm With the Band (2005)
- Camp Cuddly Pines Power Tool Massacre (2005)
- Closer (2005)
- Contractor 1 (2005)
- Conviction (2005)
- Cotton Panties Half Off (2005)
- Cum Eating Teens 4 (2005)
- Cum Swallowers 1 (2005)
- Cum Swappers 4 (2005)
- Curse Eternal (2005)
- Cytherea Iz Squirtwoman 3 (2005)
- Darkside (2005)
- De-Briefed 1 (2005)
- Desperately Horny Housewives (2005)
- Dirty Birds (2005)
- Dirty Little Devils 3 (2005)
- Dream Lover (2005)
- Dripping Wet Sex 12 (2005)
- Elegant Angel Vault (2005)
- Erotik (2005)
- Eternity (2005)
- Ethnic City (2005)
- Filthy (2005)
- Fuck Face (2005)
- Full Exposure (2005)
- Gash (2005)
- Girlgasms 2 (2005)
- Guilty Pleasures (2005)
- Head Master 1 (2005)
- Helen Wheels (2005)
- Hook-ups 10 (2005)
- Hook-ups 8 (2005)
- Hot Squirts 1 (2005)
- Hungry For Ass (2005)
- Hustler Centerfolds 5 (2005)
- Hustler Centerfolds 6 (2005)
- Hustler XXX 27 (2005)
- Internal Affairs (2005)
- Intrigue (2005)
- Juicy G-spots 3 (2005)
- Key to Sex (2005)
- Kinky Sex (2005)
- Kiss My Ass (2005)
- Latin Girls Eat Cum Too (2005)
- Les Bitches (2005)
- Lil Red Riding Slut (2005)
- Lovers Lane (2005)
- Mad At Daddy 2 (2005)
- Magic Night With Art (2005)
- Money Hole (2005)
- More The Merrier (2005)
- Nasty Sluts Who Love It In Their Ass (2005)
- Naughty Teens Who Like It In Their Ass (2005)
- New Neighbors (2005)
- New Royals: Mercedez (2005)
- Nikki's Land Of Candy (2005)
- Nina Hartley's Guide to Erotic Bondage (2005)
- Nina Hartley's Guide to Threesomes: Two Guys and a Girl (2005)
- Nut Busters (2005)
- O Ring Blowout (2005)
- Only in America (2005)
- Pandora's Box (2005)
- Perfect Life (2005)
- Perfect Pink 20 (2005)
- Playful Exotic Bottoms (2005)
- Polarity (2005)
- Pop 3 (2005)
- Prisoner (2005)
- Rack 'em (2005)
- Raw Desire (2005)
- Reckless (2005)
- Reunion (2005)
- Ride 'em Hard (2005)
- Road Trixxx 3 (2005)
- Second Thoughts (2005)
- Secrets of the Hollywood Madam 2 (2005)
- Seducing Naked Young Girls (2005)
- Sensual Image (2005)
- Sex Across America 12 (2005)
- Sex Addicts: They Can't Control Themselves (2005)
- Sex Sells (2005)
- Sex Trap (2005)
- Sex Trek: Charly XXX (2005)
- Sex Trek: Where No Man Has Cum Before (2005)
- Shag (2005)
- Shameless (2005)
- She Swallows (2005)
- Signature Series 13: Lauren Phoenix (2005)
- Sold (2005)
- Spiked (2005)
- Striptease Seductions (2005)
- Suck It Up (2005)
- Supersquirt 2 (2005)
- Swallow My Squirt 2 (2005)
- Taste of the Orient 3 (2005)
- Teen Fuck Holes 3 (2005)
- Three's Cumpany (II) (2005)
- Torn (2005)
- True Porn Fiction (2005)
- Unfaithful Secrets (2005)
- What's A Girl Gotta Do (2005)
- Wrong Kind Of Woman (2005)
- Young and the Thirsty 2 (2005)
- Young Natural Breasts 8 (2005)
- Young Pink 8 (2005)
- Young Ripe Mellons 7 (2005)
- 1000 Words (2006)
- Allure: A Lost Angels Collection (2006)
- American Daydreams 1 (2006)
- Anally Yours... Love, Jenna Haze (2006)
- AWA (2006)
- Bad News Bitches 2 (2006)
- Barely Legal All Stars 6 (2006)
- Blue Collar Fantasies (2006)
- Bodies in Heat (2006)
- Body Shots (2006)
- Breast Obsessed (2006)
- Burning Lust (2006)
- Butt Sluts 2 (2006)
- Clique (2006)
- Creme Brulee (2006)
- Crowd Pleaser's (2006)
- Cum Rain Cum Shine 2 (2006)
- Deep in Style (2006)
- Desires (2006)
- Diary of a MILF 1 (2006)
- Diary of a MILF 3 (2006)
- Dirt Bags 1 (2006)
- Doctor is in... You (2006)
- Down With the Brown (2006)
- Flasher (2006)
- Flesh and Fantasy (2006)
- Fling (2006)
- Fly Spice: The Virgin Flight (2006)
- For Love, Money Or A Green Card (2006)
- Fuck (2006)
- Gauntlet 2 (2006)
- Greatest Cum Sluts Ever (2006)
- Hitting It From Behind (2006)
- Hook-ups 11 (2006)
- House Sitter (2006)
- I Love Katsumi (2006)
- I'm a Tease 1 (2006)
- I'm a Tease 2 (2006)
- Julia Ann: Hardcore (2006)
- Just Like That (2006)
- Lady of the Evening (2006)
- Latin Adultery 3 (2006)
- Lessons in Love (2006)
- Longing for Him (2006)
- Love is Blue (2006)
- Made in the USA (2006)
- Make Me Creamy 1 (2006)
- Manhunters (2006)
- Mary Carey on the Rise (2006)
- Memoirs of Mika Tan (2006)
- MILF Mayhem 1 (2006)
- Missionary Impossible (2006)
- Mobster's Ball 1 (2006)
- Naughty Bookworms 2 (2006)
- Naughty Office 3 (2006)
- Neighbor Affair 1 (2006)
- Nikita's Extreme Idols (2006)
- Nikki Benz: Simply Blonde (2006)
- Nina Hartley's Guide to Erotic Massage (2006)
- No Morals (2006)
- Picture Perfect (2006)
- Playing Dirty (2006)
- Porno Revolution (2006)
- Private Fantasies 4 (2006)
- Rawditions 1 (2006)
- Reform School Girls 1 (2006)
- Rendezvous (2006)
- Secret Lovers (2006)
- Sleeping Around (2006)
- Smother Sisters (2006)
- Squirt Showers 1 (2006)
- Squirting Nymphs (2006)
- Strangers When We Meet (2006)
- Stripped (2006)
- Swallow My Squirt 3 (2006)
- Tailgunners (2006)
- Taken (2006)
- Tiffany's (2006)
- Touched (2006)
- Twin Peaks 2 (2006)
- Ultrapussy (2006)
- Watching Samantha (2006)
- What Are Friends For (2006)
- Who's That Girl 1 (2006)
- Wicked MVP: Kirsten (2006)
- Yours Truly (2006)
- Bad 2 the Bone (2007)
- Behind Closed Doors (2007)
- Black Widow (2007)
- Blonde Legends (2007)
- Butt I Like It (2007)
- Candelabra (2007)
- Colors (2007)
- Coming Home (2007)
- Compulsion (2007)
- Craving (2007)
- Crescendo 2012 (2007)
- Delilah (2007)
- Diary of a MILF 6 (2007)
- Driven (2007)
- Girl in 6C (2007)
- Girl Talk (2007)
- Happy? (2007)
- Hot Pink (2007)
- I Dream of Jenna 2 (2007)
- Jenna's Gallery Blue (2007)
- Just Between Us (2007)
- Kaylani Unleashed (2007)
- Kung Fu Nurses A Go-Go 1 (2007)
- Last Night (2007)
- Love Always (2007)
- Melt (2007)
- Minority Rules 2 (2007)
- Muse (2007)
- Naughty Girls (2007)
- Off the Air (2007)
- One (2007)
- Operation: Desert Stormy (2007)
- Playgirl: Slick and Sexy (2007)
- Pleasure Principle (2007)
- Porn Valley (2007)
- Rapture in Blue (2007)
- Really MILF (2007)
- Reflexxxions (2007)
- Reform School Girls 2 (2007)
- Romantic Desires (2007)
- Sexual Desires (2007)
- Squirt in My Face (2007)
- Sunrise Adams' Guide to Best Blowjobs (2007)
- Supernatural (2007)
- Superwhores 8 (2007)
- Swedish Erotica 100 (2007)
- Swedish Erotica 106 (2007)
- Swedish Erotica 113 (2007)
- Swedish Erotica 123 (2007)
- Swedish Erotica 76 (new) (2007)
- Swedish Erotica 79 (new) (2007)
- Swedish Erotica 87 (2007)
- Tainted Teens 4 (2007)
- Time After Time (2007)
- Vivid's Private Reserve (2007)
- White Water Shafting (2007)
- Amorous Sexcapades (2008)
- Anally Yours... Love, Jada Fire (2008)
- Artist (2008)
- Audrey Hollander Learns Kelly Wells What Assfisting Is (2008)
- Bound (II) (2008)
- Carmen Goes South (2008)
- Cheating Wives 1 (2008)
- Chop Shop Chicas (2008)
- Coat My Throat With Cum (2008)
- Dating 101 (2008)
- Deceived (2008)
- Dirty Delights (2008)
- Fallen (2008)
- Fame (2008)
- Frosty The Snow Ho (2008)
- Fuck Mommy's Big Tits 1 (2008)
- Fuck Mommy's Big Tits 2 (2008)
- Gallop on His Pole (2008)
- Girls in Training 2 (2008)
- Heaven or Hell (2008)
- Housewives of Amber Lane 1 (2008)
- Hustler's Honeys (2008)
- I Love Your Sexy Bust 2 (2008)
- Indulging in Lust (2008)
- Jenna Loves Diamonds (2008)
- Kissing Girls (2008)
- Kung Fu Nurses A Go-Go 2 (2008)
- Last Call (2008)
- Last Rose (2008)
- Latina Hollywood Hookers (2008)
- Like Lovers Do (2008)
- Love for the First Time (2008)
- MILF-O-Maniacs 2 (2008)
- Once Upon a Crime (2008)
- One Wild And Crazy Night (2008)
- Oracle (2008)
- Provocative Passion (2008)
- Public Service (2008)
- Red White And Goo (2008)
- Rise (2008)
- Se7en Deadly Sins (2008)
- Sexy Bitch (2008)
- Stuff Her Ballot Box (2008)
- SWAT 2 (2008)
- Tasty (2008)
- Teen Cuisine Too (2008)
- Trouble With Young Girls (2008)
- Two (2008)
- Uninhibited (2008)
- Wedding Bell Blues (2008)
- What Girls Like (2008)
- When MILFs Attack (II) (2008)
- Who's That Girl 7 (2008)
- 18 and Dangerous (2009)
- 2040 (2009)
- 30 Love (2009)
- Alektra Fied (2009)
- All Night at the DDD Diner (2009)
- Always and Forever (2009)
- ATM Professionals 2 (2009)
- Back Strokes and Toilette Fantasies (2009)
- Bad News Bitches 4 (2009)
- Best Breasts (2009)
- Booby Trap (2009)
- Cheating Sports Celebrity Wives (2009)
- Club Jenna: The Anal Years (2009)
- Couples Camp 1 (2009)
- Couples Seeking Teens 2 (2009)
- Cyber Sluts 9 (2009)
- Dinner at Frankie's (2009)
- Educating Alli (2009)
- Erotic Stories: Lovers and Cheaters 3 (2009)
- Everything Butt 6668 (2009)
- Everything Butt 6672 (2009)
- Forever Is The Night (2009)
- Fuck Face (II) (2009)
- Fuck My Mom And Me 9 (2009)
- Glamour Girls 1 (2009)
- Guide to Threesomes (2009)
- Housewives of Amber Lane 2 (2009)
- Hush (2009)
- Hustler's Untrue Hollywood Stories: Paris (2009)
- Innocent Whores 2 (2009)
- It Girl (2009)
- Jenna Confidential (2009)
- Jenna's Dirty Secret (2009)
- Korporate Kougars (2009)
- Letterman's Nailin Palin (2009)
- Lifestyle (2009)
- Making Amends (2009)
- Making of a MILF (2009)
- Mikayla Chronicles (2009)
- Mikayla's Mind (2009)
- Mobster's Ball 2 (2009)
- Model Behavior (2009)
- Most Likely To Suck Seed (2009)
- My Mother's Best Friend 1 (2009)
- My Wife's a Tramp (2009)
- Not Airplane XXX: Flight Attendants (2009)
- Not Airplane XXX: Flight Attendants (new) (2009)
- Not Airplane XXX: Flight Attendants (new) (new) (2009)
- Operation: Tropical Stormy (2009)
- Oriental Babysitters (2009)
- Penthouse Pets Guide to Blowjobs (2009)
- Price of Lust (2009)
- Public Disgrace 6425 (2009)
- Public Disgrace 6593 (2009)
- Public Disgrace 7348 (2009)
- Real Big Tits 2 (2009)
- Real Wife Stories 4 (2009)
- Reform School Girls 5 (2009)
- Reinvented (2009)
- Roommates (2009)
- Screw Club (2009)
- Screwed Over (2009)
- Secret Diary of a Secretary (2009)
- Seducing Fantasies (2009)
- Sex and Submission 6550 (2009)
- Sex Secrets of a Dirty Blonde (2009)
- Sportin' Big Boobs (2009)
- Statuesque (2009)
- Superhero Sex Therapist (2009)
- Teen Alien Sex Dreams (2009)
- Titter (2009)
- TMSleaze (2009)
- Victoria Zdrok's Guide to Great Sex (2009)
- Wet Bombshell Blondes (2009)
- 4Some (2010)
- Alektra's Dirty Mind (2010)
- Alibi (2010)
- Asian Erotic Dreams (2010)
- A-Team XXX (2010)
- Babysitter Diaries 1 (2010)
- Babysitter Diaries 2 (2010)
- Bangkok Wives (2010)
- Batman XXX: A Porn Parody (2010)
- Best of Nina Hartley 1 (2010)
- Big Bust Cougars (2010)
- Blackmarket Bayou (2010)
- Bree's College Daze 3 (2010)
- Burning Passion (2010)
- Busted (2010)
- Cheating Housewives 7 (2010)
- Cheating Sex (2010)
- Cheerleaders Academy (2010)
- Cock Lovers (2010)
- Condemned (2010)
- Contessa's Chateau of Pleasure (2010)
- Cum-Spoiled Brats (2010)
- Dinner Affair (2010)
- Doctor Adventures.com 7 (2010)
- Dreamgirl (2010)
- Foot Fantasy Freaks (2010)
- Ghost Fuckers (2010)
- Golden Girls: A XXX MILF Parody (2010)
- Home Improvement XXX (2010)
- Hooked (Wicked) (2010)
- Hotel Sin (2010)
- Immoral Hotel (2010)
- Infidelities (2010)
- Inside the Booby Hatch (2010)
- Interoffice Intercourse (2010)
- Kayden Unbound (2010)
- Kiss Me Deadly (2010)
- Lolita (2010)
- Meggan's Sexy Stories (2010)
- My Daughter's Boyfriend 2 (2010)
- Nerdsworld (2010)
- Office: A XXX Parody 2 (2010)
- Opposites Attract (2010)
- Perfect Secretary: Training Day (2010)
- Professional Girls (2010)
- Public Disgrace 7775 (2010)
- Put It In My Ass 2 (II) (2010)
- Reform School Girls 6 (2010)
- Sarah's Going Rogue (2010)
- Sex After Dark (2010)
- Sex Driven (2010)
- Sex Lies and Spies (2010)
- Sexy Seductive Housewives (2010)
- Stepmother 3: Trophy Wife (2010)
- Sunshine Highway 2 (2010)
- Supertail and the Evil Wang (2010)
- Sweet Nasty Pleasures 3 (2010)
- Tales of Twisted Sex (2010)
- Tattle Tale (2010)
- There Will Be Cum 9 (2010)
- This Ain't Dancing with the Stars XXX (2010)
- This Isn't Star Trek (2010)
- Trash Talk (2010)
- Warden's Daughter (2010)
- Wife Swapping (2010)
- 1 Chick 2 Dicks (2011)
- Adam And Eve's Guide to Bondage (2011)
- Beverly Hillbillies XXX: A XXX Parody (2011)
- Big Bodacious Tatas 3 (2011)
- Big Boob Blondes (2011)
- Blind Date (2011)
- Bride Bangers 1 (2011)
- Charlie's Porn Family (2011)
- Cockalicious (2011)
- Dude, I Banged Your Mother 2 (2011)
- Facial The Nation (2011)
- In Your Dreams (2011)
- Incredible Hulk: A XXX Porn Parody (2011)
- Jenna Is Timeless (2011)
- Killer Bodies: The Awakening (2011)
- Life of Riley (2011)
- My New White Stepdaddy 1 (2011)
- Naughty and Nice (2011)
- Not Airplane XXX: Cockpit Cuties (2011)
- Office Encounters (2011)
- Orgasm (2011)
- Passionate Pleasures (2011)
- Passionate Pleasures 2 (2011)
- Penthouse Vacation (2011)
- Pussy N Politics (2011)
- Rocki Whore Picture Show: A Hardcore Parody (2011)
- Secretary 1 (2011)
- Sexual Makeover (2011)
- Superstar Talent (2011)
- Teacher 3 (2011)
- TSA: Your Ass Is in Our Hands (2011)
- Unfinished Business (2011)
- Vivid's 102 Cum Shots (2011)
- Wicked Digital Magazine 3 (2011)
- Adult Insider 4 (2012)
- Asa Akira's Massage Fantasies 2 (2012)
- Best of Nina Hartley 3 (2012)
- Coming of Age 5 (2012)
- Countdown (2012)
- Home Affairs 2 (2012)
- I Like 'Em Young (2012)
- Kayden's Greatest Hits (2012)
- Men in Black: A Hardcore Parody (2012)
- Precious Brides - The Sequel (2012)
- School Girls Who Swallow (2012)
- 2 Pricks In 1 Chick 2 (2013)
- Anal Training Day (2013)
- Co-Ed Sluts Need Cock (2013)
- Fuck My Tight Asshole (2013)
- Rookie Swingers 2 (2013)
- Tristan Taormino's Guide to Bondage for Couples (2013)
- Young Booty (2013)
- Mother Load (2014)

### Regista
- Hot Legs (2000)
- Lick My Legs (2000)
- April in January (2001)
- Bad News Bitches 1 (2005)
- Bad News Bitches 2 (2006)
- Naked Illusions (2006)
- Touched (2006)
- Missing Persons (2007)
- My Imaginary Life (2007)
- Off the Air (2007)
- Slippery When Wet (2007)
- Stiletto (2007)
- Sub-urban Sex (2007)
- Uniform Behavior (2007)
- Artist (2008)
- Footman (2008)
- Housewives of Amber Lane 1 (2008)
- Latina Hollywood Hookers (2008)
- Liar's Club (2008)
- Sheer Desires (2008)
- Trouble With Young Girls (2008)
- Two (2008)
- When the Cat's Away (2008)
- Housewives of Amber Lane 2 (2009)
- Making of a MILF (2009)
- Mikayla Chronicles (2009)
- Mikayla's Mind (2009)
- Mike's Dirty Movie (2009)
- Model Behavior (2009)
- My Wife's a Tramp (2009)
- Oriental Babysitters (2009)
- Statuesque (2009)
- Wives' Secret Fantasies (2009)
- Sex After Dark (2010)
- Sexy Seductive Housewives (2010)
- Life of Riley (2011)